# Zumbi
Zumbi, även känd som Zumbi dos Palmares, född 1655 i Serra da Barriga, död 20 november 1695 i Serra Dois Irmãos, var en brasiliansk quilomboledare och en av pionjärerna för motståndet mot förslavandet av afrikaner av portugiserna i det koloniala Brasilien. Han var också den siste av kungarna i Quilombo dos Palmares, en bosättning av afrobrasilianska människor som hade befriat sig från förslavning, i den nuvarande delstaten Alagoas, Brasilien. Zumbi hedras idag i afrobrasiliansk kultur och svarta rörelsen som en kraftfull symbol för svart motstånd.

## Biografi

### Uppväxt
Zumbi föddes fri i Palmares 1655 och tros vara av kungligt blod från Kongo. Han tillfångatogs av portugiserna och gavs till en missionär, fader António Melo, när han var ungefär sex år gammal. Fader António Melo döpte Zumbi och gav honom namnet Francisco. Zumbi fick lära sig sakramenten, portugisiska och latin och byggde ett Kongo-rike i Palmares. Trots försök att kuva honom flydde Zumbi 1670 och återvände vid 15 års ålder till sin födelseplats. Zumbi blev en respekterad militärstrateg i tjugoårsåldern känd för sin fysiska skicklighet och list i strid.

### Motstånd
År 1678 sökte guvernören för kaptenskapet i Pernambuco, Pedro Almeida, ett slut på konflikten med kungariket Palmares. Almeida vände sig till Palmares kung, Ganga Zumba. Med en olivkvist erbjöd Almeida frihet för alla förrymda slavar om Palmares skulle underkasta sig portugisisk myndighet, ett förslag som Ganga Zumba stöttade. Men Zumbi – som blev överbefälhavare för kungarikets styrkor 1675 – var misstroende mot portugiserna. Zumbi vägrade acceptera frihet för befolkningen i Palmares medan andra afrikaner förblev förslavade. Han förkastade Almeidas förslag, utmanade sin farbror Ganga Zumbas kungadöme och dödade honom. Som den nya kungen för Palmares sökte Zumbi genomföra en mycket mer aggressiv hållning mot portugiserna. Zumbi lovade att fortsätta motståndet mot portugisiskt förtryck. Zumbis beslutsamhet och heroiska ansträngningar att kämpa för Palmares självständighet ökade hans prestige. När Zumbi fick auktoritet eskalerade spänningarna med portugiserna snabbt. Mellan 1680 och 1686 gjorde portugiserna sex expeditioner mot Palmares till betydande kostnader för den kungliga skattkammaren, men de misslyckades alla med att besegra Palmares.
År 1694, femton år efter att Zumbi övertog kungadömet i Palmares, inledde de portugisiska conquistadorerna under militärbefälhavarna Domingos Jorge Velho och Bernardo Vieira de Melo ett angrepp på Palmares. De använde sig av artilleri såväl som en våldsam styrka av brasilianska urfolk-krigare. Den 6 februari 1694, efter 67 år av konflikt med quilombolas i Palmares, lyckades portugiserna förstöra Cerca do Macaco, kungarikets centrala bosättning. Efter visst motstånd dödades och halshöggs Zumbi den 20 november 1695. Hans huvud visades på en pik för att skingra alla legender om hans odödlighet. Även om det så småningom krossades, utmanade Palmares framgångar den koloniala auktorieteten under större delen av 1600-talet och skulle stå som en ledstjärna för slavmotstånd i de kommande tiderna.

## Brasiliansk folktro
Zumbis samtida quilombolas trodde att han var en halvgud. Hela landets afrobrasilianare trodde att hans styrka och mod berodde på att han var besatt av orixás, (andar inom afrobrasilianska religioner såsom candomblé) och därför var hälften människa, hälften gud. Andra trodde att han var son till Ogun.